# Šempeter v Savinjski dolini
Šempeter v Savinjski dolini – wieś w Słowenii, w gminie Žalec. W 2018 roku liczyła 2030 mieszkańców.